# Strix nigrolineata
El cárabo blanquinegro o cárabo blanco y negro (Strix nigrolineata), también conocido como lechuza blanquinegra, lechuza blanca y negra, lechuza blanco y negro, búho blanco y negro, búho blanquinegro, búho carinegro o búho barrado albinegro, es una especie de ave de presa nocturna que pertenece a la familia Strigidae. 
Su área de distribución incluye Belice, Colombia, Costa Rica, Ecuador, El Salvador, Guatemala, Honduras, México, Nicaragua, Panamá, Perú, y Venezuela.
Su hábitat natural consiste de bosque seco tropical y subtropical, bosque húmedo tropical y subtropical bajo y montano.